# العساكرة
العساكرة هي قرية فلسطينية في محافظة بيت لحم في جنوب وسط الضفة الغربية، وتقع على بعد 4.5 كيلومتر جنوب شرق بيت لحم. هي جزء من بلدية جناتا. وفقًا للجهاز المركزي للإحصاء الفلسطيني، بلغ عدد سكان القرية أكثر من 1001 نسمة في منتصف عام 2006. وقعت القرية تحت الاحتلال الإسرائيلي في حرب 1967 ولكنها تتبع السلطة الوطنية الفلسطينية الآن وتتبع لبلدية جناتا.

## عن القرية
تبلغ مساحة أراضي قرية العساكرة 2,116 دونمًا وهي جزء من تجمع قرى عرب التعميرة الأكبر، وتقع بين بلدتي تقوع وزعترة وتغطي مساحة 217,236 دونمًا (21.5 كم مربع) كم 2). الزراعة هي النشاط الاقتصادي الرئيسي في المنطقة، التي تقع في المنطقة "ج".
سكنتها قبيلة التعميرة البدوية مؤخرًا نسبيًا، وهي جزء من تجمع قرى عرب التميرة، إلى جانب زعاترة، وبيت تعمير، وهندازة، وتقي، وخربة الدير (حاليًا جزء من تقوع)، والنعمان والعبيدية.

## مصدر
1. ↑  Projected Mid -Year Population for Bethlehem Governorate by Locality 2004- 2006 نسخة محفوظة 2008-06-16 على موقع واي باك مشين. Palestinian Central Bureau of Statistics
2. ↑  "دائرة بيت لحم الانتخابية | مركز المعلومات الوطني الفلسطيني". info.wafa.ps. مؤرشف من الأصل في 2023-09-29. اطلع عليه بتاريخ 2023-09-29.
3. ↑  Israeli Demolition Activities in the Village of al ‘Asakreh نسخة محفوظة 2011-05-19 على موقع واي باك مشين. Applied Research Institute - Jerusalem 2 November 2007.